# Баргсталь
Баргсталь (нім. Bargstall) — громада в Німеччині, розташована в землі Шлезвіг-Гольштейн. Входить до складу району Рендсбург-Екернферде. Складова частина об'єднання громад Гонер-Гарде.
Площа — 4,62 км2. Населення становить 151 ос. (станом на 31 грудня 2020).